# Katarzyna Dziubalska-Kołaczyk
Katarzyna Maria Dziubalska-Kołaczyk (ur. 1960) – prof. zw. dr hab., anglistka, nauczycielka akademicka, dziekan Wydziału Anglistyki Uniwersytetu im. Adama Mickiewicza w Poznaniu, prorektor ds. nauki i Dyrektor Szkoły Nauk o Języku i Literaturze Uniwersytetu im. Adama Mickiewicza w Poznaniu. 

## Życiorys
Absolwentka II Liceum Ogólnokształcącego w Poznaniu. W 1979 roku wygrała indeks Uniwersytetu im. Adama Mickiewicza w Poznaniu, biorąc udział w Olimpiadzie Języka Angielskiego dla uczniów szkół średnich. W latach 1979–1983 studiowała filologię angielską w Instytucie Filologii Angielskiej na Uniwersytecie Adama Mickiewicza. W latach 1996–1999 zastępczyni dyrektora do spraw Badań Naukowych w Instytucie Filologii Angielskiej UAM. Od 1997 roku kierowniczka Zakładu Języka Angielskiego w IFA. Dwukrotnie pełniła stanowisko pierwszej zastępczyni dyrektora w Instytucie Filologii Angielskiej podczas kadencji 1999–2002 oraz 2002–2005. Założycielka i kierowniczka Interdyscyplinarnego Centrum Przetwarzania Mowy i Języka (CSLP) na Uniwersytecie im. Adama Mickiewicza. W latach 2005–2012 dyrektorka Instytutu Filologii Angielskiej UAM. 
Od 2005 roku członkini podkomitetu Teorii Języka Komitetu Językoznawstwa Polskiej Akademii Nauk. Członek Komitetu Językoznawstwa PAN podczas kadencji 2007–2010. 24 stycznia 2011 prof. Barbara Kudrycka, Minister Nauki i Szkolnictwa Wyższego powołała prof. Katarzynę Dziubalską-Kołaczyk w skład Zespołu Doradczego Rady Narodowego Programu Rozwoju Humanistyki. W 2012 została wybrana na stanowisko dziekana nowo utworzonego Wydziału Anglistyki Uniwersytetu im. Adama Mickiewicza w Poznaniu na kadencję 2012–2016, a w 2016 została ponownie wybrana na kadencję 2016–2020.  
30 września 2019 została nominowana Prorektorem oraz Dyrektorem Szkoły Nauk o Języku i Literaturze Uniwersytetu im. Adama Mickiewicza. Od 2020 pełni także funkcję Prorektora ds. nauki. W 2011 roku została nominowana członkinią Komitetu Filologicznego Wrocławskiego Oddziału PAN oraz Komitetu Językoznawstwa PAN na kadencję 2011–2014. 
W 2012 została przewodniczącą Societas Linguistica Europaea (Europejskiego Towarzystwa Językoznawczego) na rok 2013 (jako trzecia osoba z Polski). W roku 2022 wybrana do składu Komisji Rezwizyjnej Polskiego Stowarzyszenia Stypendystów Fulbrighta.

## Ścieżka rozwoju naukowego
- 1983 – Magisterium (językoznawstwo angielskie) The Cyclic and Postcyclic Status of Phonological Rules in Rapid Speech and Language Interference. – IFA, UAM
- 1988 – Doktorat (językoznawstwo angielskie) A Theory of Second Language Acquisition within the Framework of Natural Phonology – a Polish-English Contrastive Study. – IFA, UAM
- 1995 – Habilitacja (językoznawstwo angielskie) Phonology Without the Syllable. A Study in the Natural Framework. – IFA, UAM
- 1997 – Profesura uniwersytecka
- 2003 – tytuł naukowy profesora nauk humanistycznych[8]

## Odznaczenia
- Krzyż Oficerski Orderu Odrodzenia Polski – 2024[9]
- Krzyż Kawalerski Orderu Odrodzenia Polski – 2011[10][11]
- Złoty Krzyż Zasługi – 2004[12]

## Nagrody i wyróżnienia
- 2 nagrody Rektora UAM za osiągnięcia naukowe (1988, 1991)
- nagroda Prezesa Rady Ministrów za ukończenie pracy habilitacyjnej przed 35. rokiem życia (grudzień 1997)
- stypendystka Fulbrighta (Visiting Scholar Program, 2001-2002) na University of Hawaii, Manoa[13].
- nagroda indywidualna Ministra Edukacji Narodowej i Sportu za monografię Beats-and-Binding Phonology (październik 2004)
- Medal Krajowej Rady Nauki (14 czerwca 2004, wręczony w maju 2005)
- nagroda Rektora Uniwersytetu im. Adama Mickiewicza w Poznaniu za przygotowanie Strategii UAM (2009)
- 2 nagrody Rektora UAM za osiągnięcia organizacyjne (2009)
- nagroda Rektora UAM za osiągnięcia organizacyjne (2010)
- nagroda Rektora UAM za osiągnięcia organizacyjne (2011)
- stypendium Rektora UAM dla profesorów nadzwyczajnych za wybitne osiągnięcia naukowe i wkład w rozwój UAM (2011–2012)
- nagroda Rektora UAM za osiągnięcia organizacyjne (2012)